# 10064 Хіросетамотсу
10064 Хіросетамотсу (10064 Hirosetamotsu) — астероїд головного поясу, відкритий 31 жовтня 1988 року.
Тіссеранів параметр щодо Юпітера — 3,309.